# Panturkizm

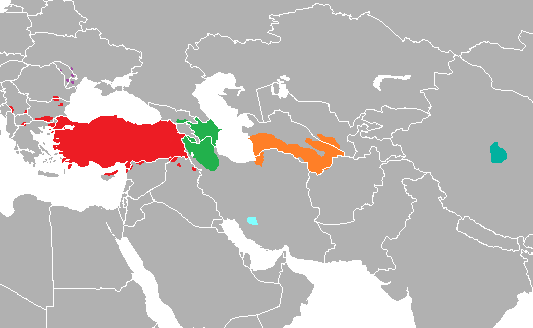
Języki oguzyjskie

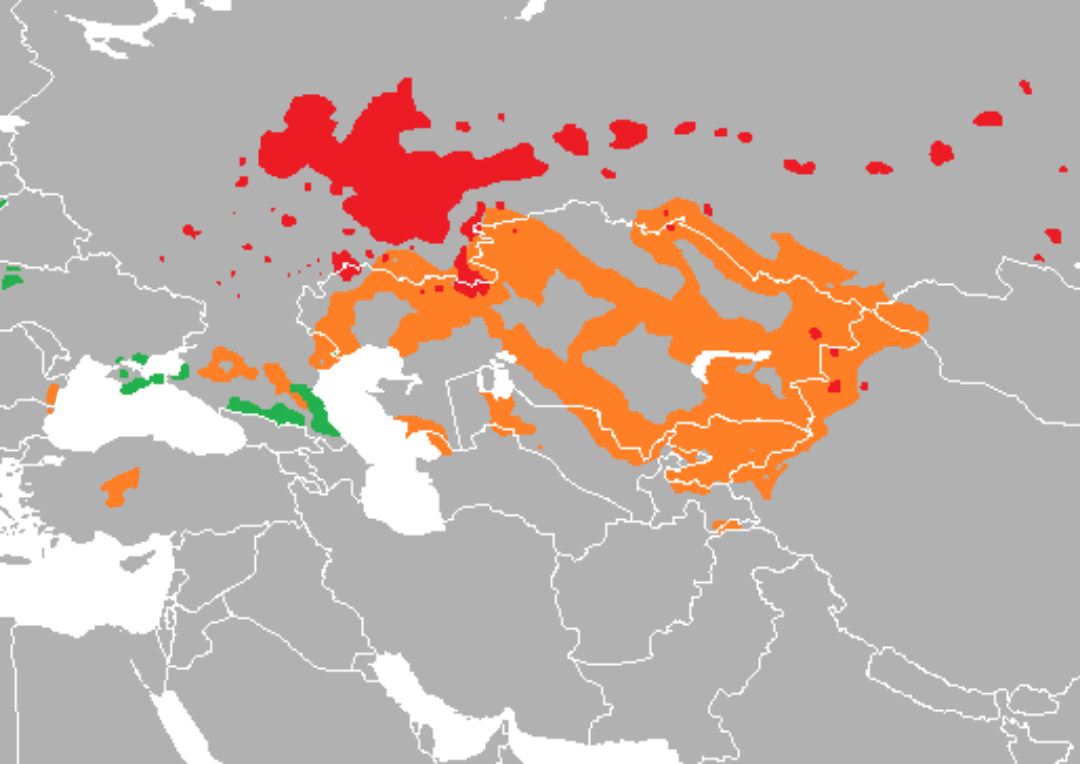
Języki kipczackie

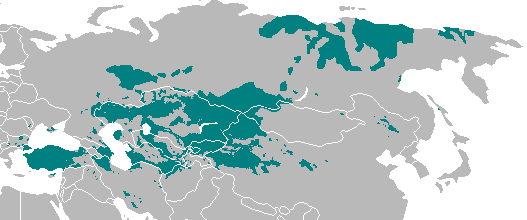
Współczesny zasięg geograficzny języków tureckich

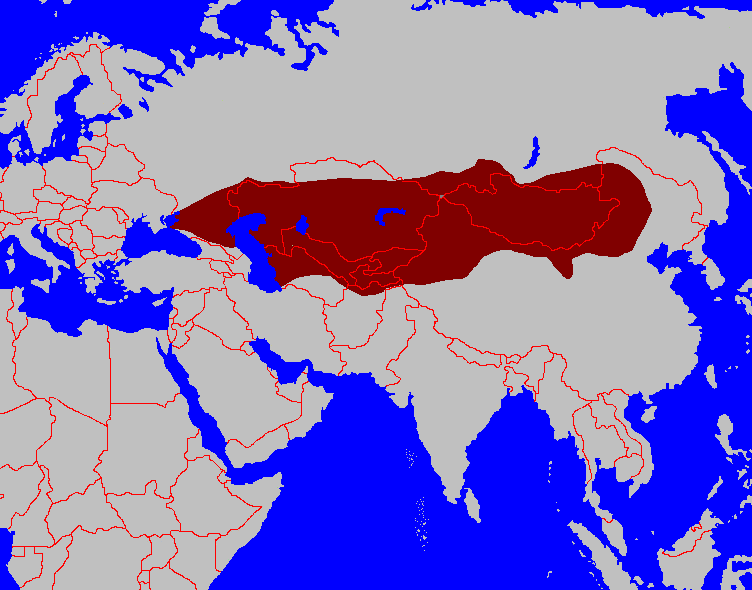
Kaganat staroturecki 600

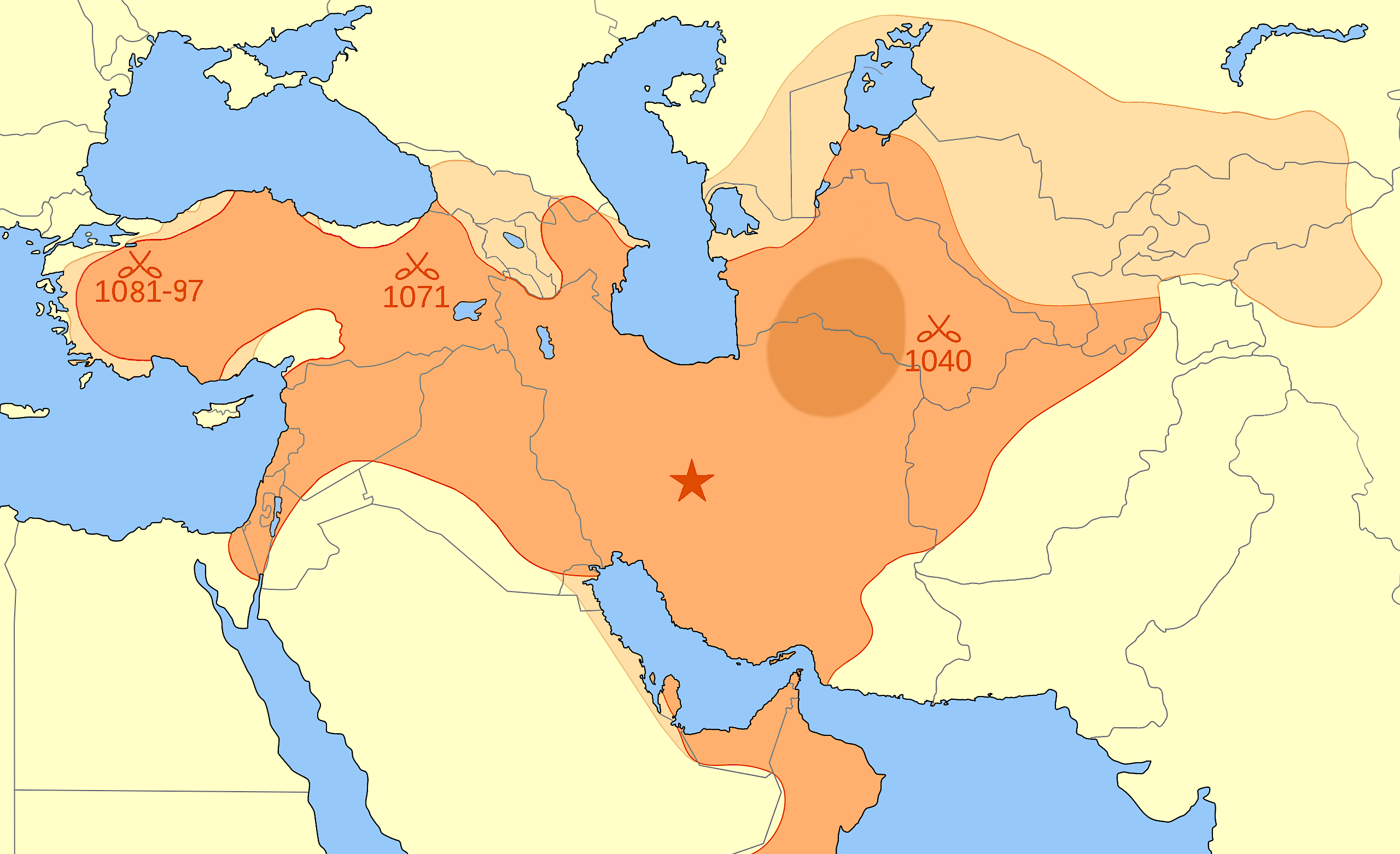
Sułtanat seldżucki 1092

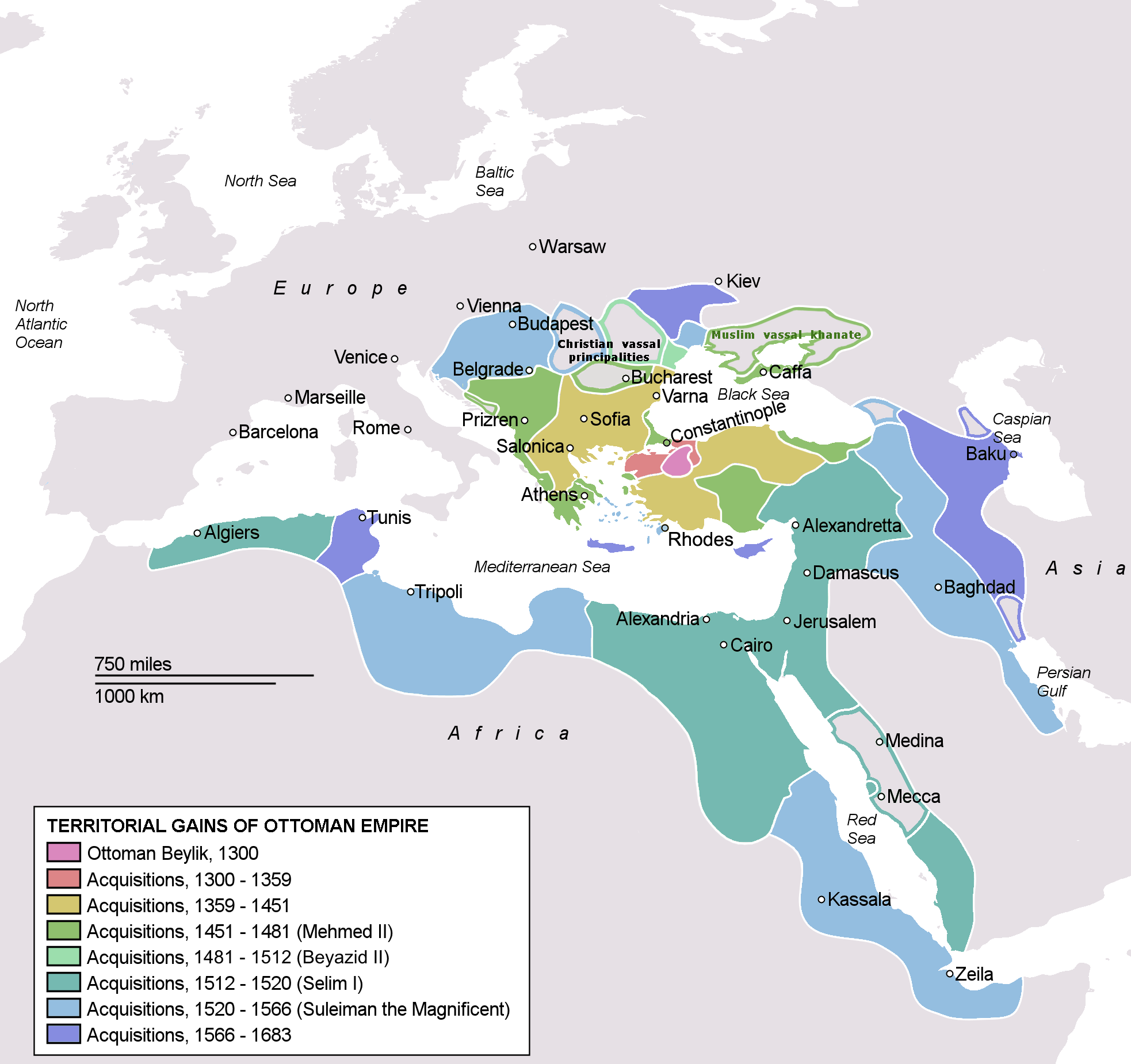
Imperium Osmańskie 1683

Panturkizm – doktryna powstała na początku XX wieku w Turcji, głosząca jedność etniczną ludów tureckich i konieczność ich integracji kulturalnej i politycznej, od Cieśniny Bosfor do gór Ałtaju. Nadano jej miano Wielki Turan. Obowiązywała jako oficjalna doktryna państwa tureckiego za rządów młodoturków.
Z panturkizmem wiąże się ludobójstwo Ormian, gdy na polecenie rządu młodotureckiego wymordowano ok. 1,5 mln Ormian rozwiązując tzw. kwestię ormiańską. Podobny los spotkał Greków zamieszkujących dawny Pont i Jonię oraz chrześcijańskich Asyryjczyków. Eksterminacja wyżej wymienionych narodów wynikać miała z ich nietureckiego pochodzenia pod względem etnicznym oraz wielowiekowej tradycji i świadomości narodowej. Obecnie obserwuje się odrodzenie panturkizmu, szczególnie w Azji Centralnej.